# Arquidiócesis de Omaha
La arquidiócesis de Omaha (en latín: Archidioecesis Omahensis y en inglés: Roman Catholic Archdiocese of Omaha) es una circunscripción eclesiástica de la Iglesia católica en Estados Unidos. Se trata de una arquidiócesis latina, sede metropolitana de la provincia eclesiástica de Omaha. Desde el 3 de junio de 2009 su arzobispo es George Joseph Lucas.

## Territorio y organización
La arquidiócesis tiene 36 392 km² y extiende su jurisdicción sobre los fieles católicos de rito latino residentes en 4 condados del estado de Nebraska: Boyd, Holt, Merrick, Nance, Boone, Antelope, Knox, Pierce, Madison, Platte, Colfax, Stanton, Wayne, Cedar, Dixon, Dakota, Thurston, Cuming, Dodge, Burt, Washington, Douglas y Sarpy.
La sede de la arquidiócesis se encuentra en la ciudad de Omaha, en donde se halla la Catedral de Santa Cecilia.
La arquidiócesis tiene como sufragáneas a las diócesis de: Grand Island y Lincoln.
En 2021 en la arquidiócesis existían 123 parroquias. 

## Historia
El vicariato apostólico de Nebraska fue erigido el 6 de enero de 1857 con el breve Quae rei sacrae del papa Pío IX, obteniendo el territorio del vicariato apostólico del Territorio Indio al este de las Montañas Rocosas (hoy arquidiócesis de Kansas City).
El 3 de marzo de 1868 cedió una parte de su territorio para la erección del vicariato apostólico de Montana (hoy diócesis de Helena) mediante el breve Summi apostolatus del papa Pío IX.
El 2 de octubre de 1885 el vicariato apostólico fue elevado a diócesis y asumió el nombre de diócesis de Omaha mediante el breve A Venerabilibus Fratribus del papa León XIII.
El 2 de agosto de 1887 cedió porciones de su territorio para la erección de las diócesis de Cheyenne y de Lincoln mediante el breve Quae catholico nomini del papa León XIII.
Siendo sufragánea de la arquidiócesis de San Luis, el 15 de junio de 1893 pasó a formar parte de la provincia eclesiástica de la arquidiócesis de Dubuque.
El 8 de marzo de 1912 cedió unas porción de su territorio para la erección de la diócesis de Kearney (hoy diócesis de Grand Island).
El 13 de mayo de 1916 cedió otra porción de su territorio (los condados de Hall, Wheeler, Greeley y Howard) a la diócesis de Kearney mediante el decreto Cum Metropolitanus de la Congregación Consistorial.
El 4 de agosto de 1945 la diócesis fue elevada al rango de arquidiócesis metropolitana con la bula Universi dominici gregis del papa Pío XII.

## Estadísticas
Según el Anuario Pontificio 2022 la arquidiócesis tenía a fines de 2021 un total de 235 975 fieles bautizados.
| Año                                                                             | Población            | Población | Población      | Sacerdotes | Sacerdotes    | Sacerdotes    | Bautizados por sacerdote | Diáconos permanentes | Religiosos | Religiosos | Parroquias |
| Año                                                                             | Bautizados católicos | Total     | % de católicos | Total      | Clero secular | Clero regular | Bautizados por sacerdote | Diáconos permanentes | Varones    | Mujeres    | Parroquias |
| ------------------------------------------------------------------------------- | -------------------- | --------- | -------------- | ---------- | ------------- | ------------- | ------------------------ | -------------------- | ---------- | ---------- | ---------- |
| 1950                                                                            | 125 842              | 543 856   | 23.1           | 314        | 205           | 109           | 400                      |                      | 114        | 991        | 162        |
| 1966                                                                            | 184 929              | 630 890   | 29.3           | 395        | 226           | 169           | 468                      |                      | 223        | 1295       | 144        |
| 1970                                                                            | 192 415              | 630 890   | 30.5           | 400        | 231           | 169           | 481                      |                      | 218        | 1199       | 140        |
| 1976                                                                            | 198 372              | 713 284   | 27.8           | 388        | 235           | 153           | 511                      | 28                   | 205        | 1034       | 155        |
| 1980                                                                            | 216 779              | 758 125   | 28.6           | 390        | 210           | 180           | 555                      | 63                   | 227        | 844        | 154        |
| 1990                                                                            | 201 638              | 781 700   | 25.8           | 360        | 209           | 151           | 560                      | 119                  | 204        | 530        | 159        |
| 1999                                                                            | 214 574              | 822 892   | 26.1           | 349        | 229           | 120           | 614                      | 143                  | ?          | 340        | 139        |
| 2000                                                                            | 220 179              | 827 608   | 26.6           | 338        | 217           | 121           | 651                      | 157                  | 147        | 373        | 157        |
| 2001                                                                            | 214 046              | 830 522   | 25.8           | 338        | 223           | 115           | 633                      | 142                  | 139        | 306        | 154        |
| 2002                                                                            | 219 897              | 853 300   | 25.8           | 330        | 231           | 99            | 666                      | 155                  | 122        | 361        | 138        |
| 2003                                                                            | 222 938              | 853 300   | 26.1           | 329        | 233           | 96            | 677                      | 163                  | 118        | 361        | 138        |
| 2004                                                                            | 239 112              | 867 531   | 27.6           | 321        | 221           | 100           | 744                      | 176                  | 123        | 337        | 138        |
| 2013                                                                            | 238 800              | 930 000   | 25.7           | 268        | 190           | 78            | 891                      | 246                  | 99         | 266        | 137        |
| 2016                                                                            | 234 254              | 975 301   | 24.0           | 243        | 180           | 63            | 964                      | 239                  | 84         | 242        | 125        |
| 2019                                                                            | 240 184              | 1 002 959 | 23.9           | 245        | 185           | 60            | 980                      | 239                  | 81         | 243        | 124        |
| 2021                                                                            | 235 975              | 1 017 223 | 23.2           | 242        | 179           | 63            | 975                      | 223                  | 82         | 195        | 123        |
| Fuente: Catholic-Hierarchy, que a su vez toma los datos del Anuario Pontificio. |                      |           |                |            |               |               |                          |                      |            |            |            |

## Episcopologio
- James Michael Myles O'Gorman, O.C.S.O. † (28 de enero de 1859-4 de julio de 1874 falleció)
- John Ireland † (12 de febrero de 1875-28 de julio de 1875 nombrado obispo coadjutor de Saint Paul)
- James O'Connor † (30 de junio de 1876-27 de mayo de 1890 falleció)
- Richard Scannell † (30 de enero de 1891-8 de enero de 1916 falleció)
- Jeremiah James Harty † (16 de mayo de 1916-29 de octubre de 1927 falleció)
- Joseph Francis Rummel † (30 de marzo de 1928-9 de marzo de 1935 nombrado arzobispo de Nueva Orleans)
- James Hugh Ryan † (3 de agosto de 1935-23 de noviembre de 1947 falleció)
- Gerald Thomas Bergan † (7 de febrero de 1948-11 de junio de 1969 renunció[nota 1])
- Daniel Eugene Sheehan † (11 de junio de 1969-4 de mayo de 1993 retirado)
- Elden Francis Curtiss (4 de mayo de 1993-3 de junio de 2009 retirado)
- George Joseph Lucas, desde el 3 de junio de 2009